# Paraflatoides protea
Paraflatoides protea är en insektsart som först beskrevs av William Lucas Distant 1917.  Paraflatoides protea ingår i släktet Paraflatoides och familjen Flatidae. Inga underarter finns listade i Catalogue of Life.